# Сумбиарстайнур
Сумбиарстайнур или Сумбиарстейнур (дат. и фар. Sumbiarsteinur; Мункен, Монк [Monk], Монако [Monaco], Мункурин [Munkurin], Флесерне [Flesjarnar]) — группа скал, крайняя южная точка Фарерских островов, расположенная в пяти-шести километрах к юго-востоку от мыса Акраберг, крайней южной точки острова Сувурой.

## География
Скала Сумбиарстайнур находится южнее острова Сувурой и является самой южной точкой Фарерских островов. Сумбиарстайнур представляет собой базальтовую скалу; является остатком острова, затопленного морем в 1885 году. Между скалой и несколькими соседними островными группами, даже при спокойных погодных условиях, регулярно действует достаточно сильное течение.
- Sumbiarfles, Наивысшая точка — 4 метра
- Miðjufles, Наивысшая точка — 4 метра
- Bøllufles, Наивысшая точка — 6 метров
- Stórafles, Наивысшая точка — 7 метров
- Sumbiarsteinur, Наивысшая точка — 11 метров

## История

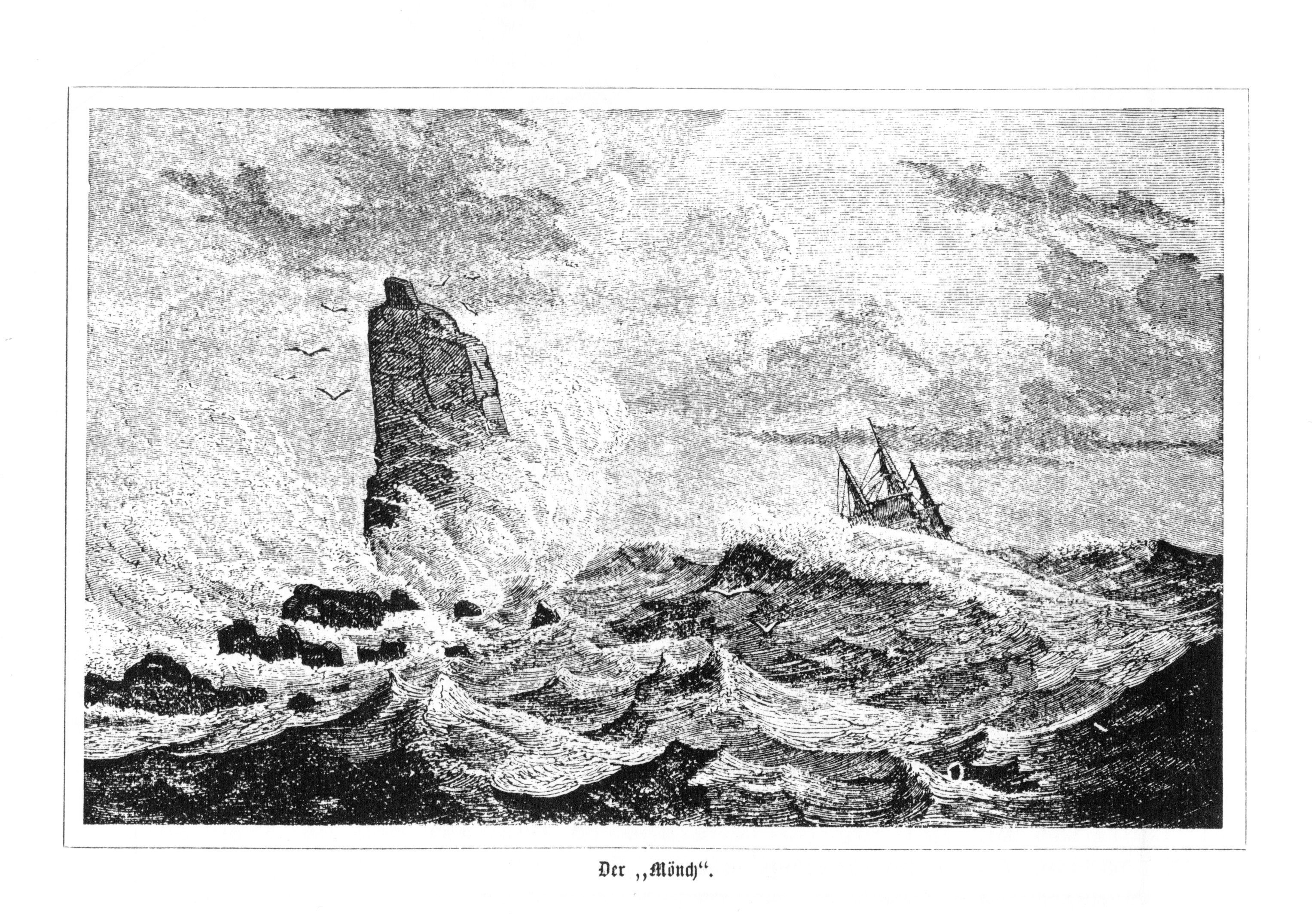
Изображение острова Сумбиарстайнур, датированное XIX веком.

Согласно официальным историческим документам, Сумбиарстайнур был одним из самых высоких островов в этой части архипелага. Он поднимался на семьдесят футов (21 метр) выше уровня моря. По форме скала напоминала монаха, за что и получила своё название. Сумбиарстайнур был описан ещё ранними писателями Фарерских островов как важный природный объект для навигации, служивший в этом качестве сотни лет.
На мелководье вокруг острова формировались опасные течения и водовороты, которые доставляли огромные неудобства местным морякам. В 1673 году пастор Лукас Джекобсон Дебес дал графическое описание течения, формирующегося вокруг острова Сумбиарстайнур. Также пастор утверждал, что в этом месте его компас отражал ошибочные данные.
В 1800 году пастор Джиирген Ландт также описал водоворот и сам остров, форма которого в высоту напоминала монаха, имеющего шею из красной глины, тело и голову из тёмно-серого камня или базальта.
28 мая 1885 года датский Министр по морским вопросам сообщил о том, что большая часть острова Сумбиарстайнур обрушилась, добавив, что Фарерские острова лишились одного из своих самых ярких объектов природного происхождения, который являлся важным элементом навигации для моряков, предметом обожания и вдохновения для многих местных художников и писателей.
Сейчас опасный риф практически полностью ушёл под воду, над водой находятся лишь наивысшие его точки.